# Écurie Jean-Luc Lagardère
L'écurie Jean-Luc Lagardère est une écurie de chevaux de course participant aux courses hippiques de plat appartenant à l'homme d'affaires Jean-Luc Lagardère. 

## Histoire
Passionné par les courses hippiques, Jean-Luc Lagardère achète son premier yearling en 1966 puis, l'année suivante, le haras du Val Henry à Livarot, dans le Pays d'Auge. En 1981, il acquiert le haras d'Ouilly à Pont-d'Ouilly dans le Calvados, qui fut le siège de la célèbre écurie François Dupré, l'une des plus prestigieuses en France durant les années 1950 et 1960, et dont il en reprend aussi les couleurs (casaque grise, toque rose). Dans les années 90/2000, l'écurie Lagardère compte jusqu'à 220 éléments en comptant les chevaux à l'entraînement et ceux consacrés à la reproduction.  
Son champion et étalon Linamix, deux fois tête de liste des étalons Français en 1998 et 2004, et qui fut en son temps l'étalon le plus cher de l'hexagone (50 000 € pour sa dernière année de service en 2008), et une jumenterie héritée de l'élevage Dupré, assurent son succès, en tant qu'éleveur de pur-sangs qu'il fait ensuite courir sous ses couleurs. Aux bons soins à André Fabre, le numéro 1 des entraîneurs français, l'écurie connaît son apogée à la fin des années 90 avec la victoire de Sagamix dans le Prix de l'Arc de Triomphe 1998. À la disparition de Jean-Luc Lagardère, en 2003, ses effectifs et son élevage, soit 222 chevaux, passent dans le giron de l'écurie Aga Khan en 2005. 

## Palmarès sélectif
France
- Prix de l'Arc de Triomphe – 1 – Sagamix (1998)
- Prix de Diane – 1 – Resless Kara (1988)
- Poule d'Essai des Poulains – 3 – Linamix (1990), Vahorimix (2001), Clodovil (2003)
- Grand Prix de Paris – 1 – Slickly (1999)
- Prix Royal Oak – 2 – Amilynx (1999, 2000)
- Prix Jacques Le Marois – 2 – Miss Satamixa (1995), Vahorimix (2001)
- Grand Prix de Saint-Cloud – 1 – Fragrant Mix (1998)